# Neuer jüdischer Friedhof (Bernkastel)

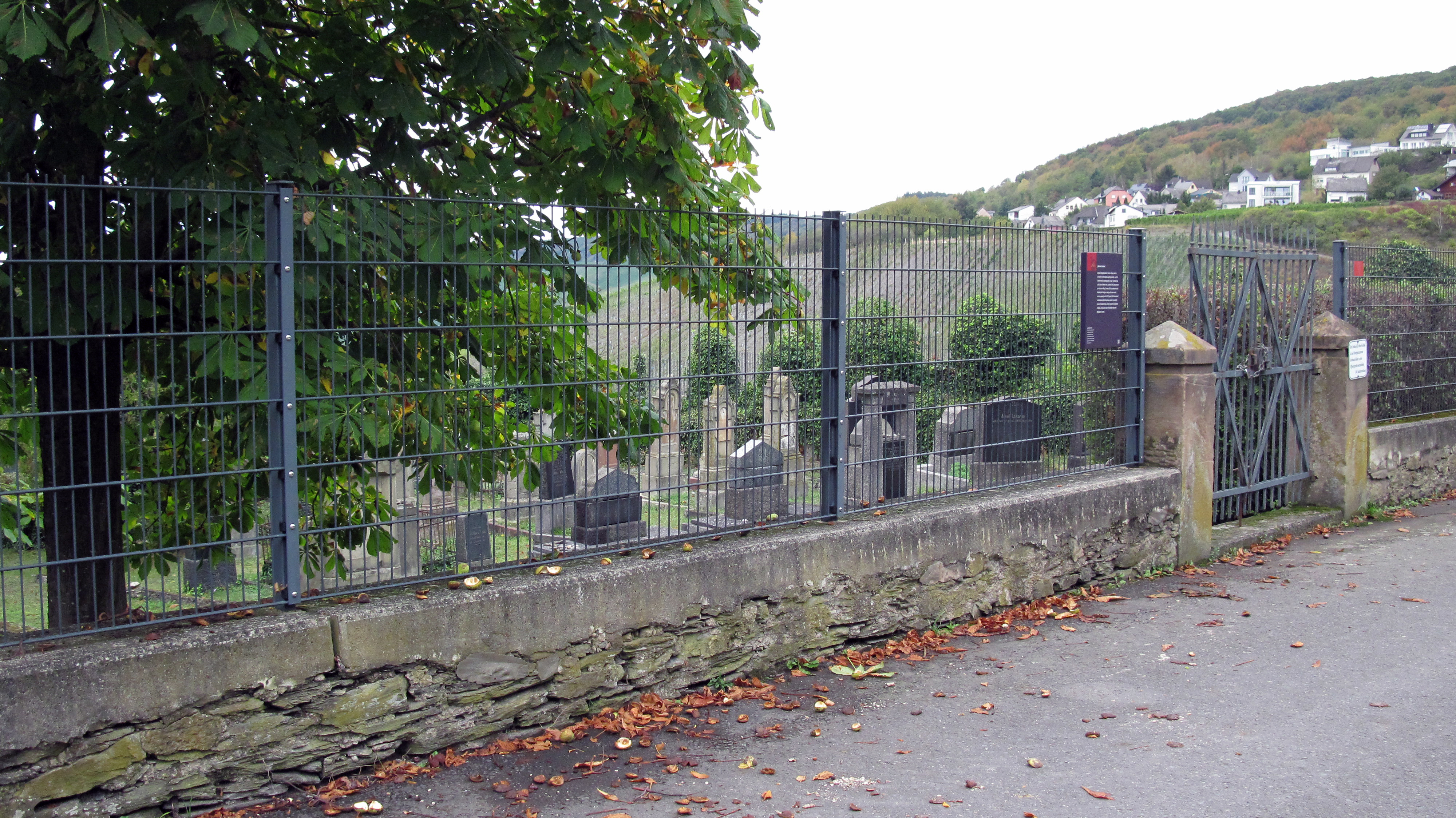
Neuer jüdischer Friedhof Bernkastel – Eingangsfront

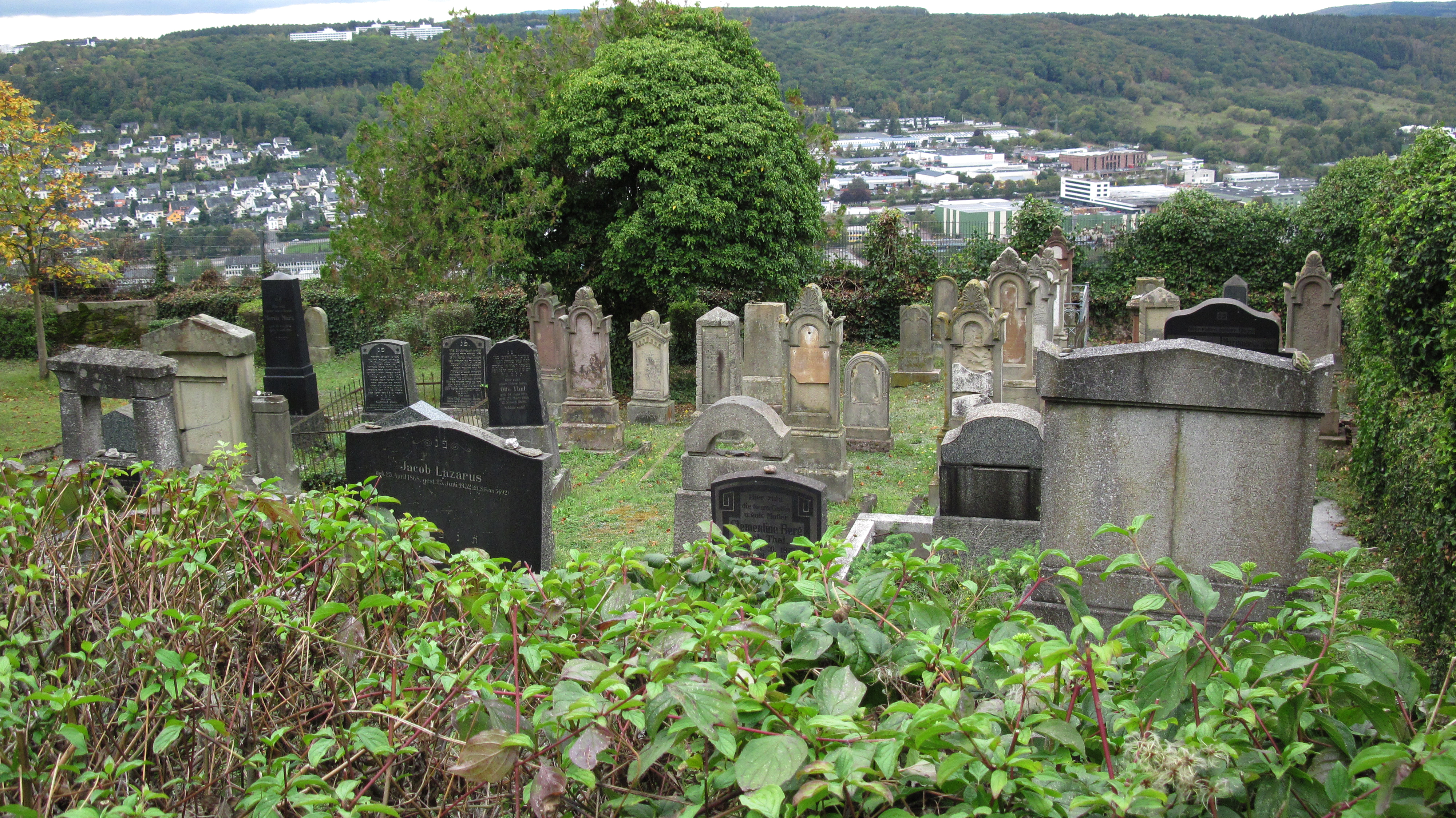
Neuer jüdischer Friedhof Bernkastel – Gräberfeld

Der neue jüdische Friedhof Bernkastel ist ein Friedhof in der Stadt Bernkastel-Kues im Landkreis Bernkastel-Wittlich in Rheinland-Pfalz. Er steht als Kulturdenkmal unter Denkmalschutz.
Der jüdische Friedhof liegt nördlich der Stadt in den Weinbergen am Trarbacher Weg östlich der Mosel und südlich des Schadbachs.
Der Friedhof wurde im Jahr 1866 angelegt und von 1867 bis zum Jahr 1932 belegt. Auf dem mit einer Bruchsteinmauer mit schmiedeeisernem Tor umfriedeten Areal sind etwa 33 Grabsteine aus dem 19. und 20. Jahrhundert erhalten.
Auf einer Tafel neben dem Eingangstor stand der folgende Text, der sich inzwischen deutlich verkürzt auf einer offenbar neueren Tafel befindet: „Jüdischer Friedhof. Seit dem Mittelalter bestand in Bernkastel-Kues eine eigene jüdische Gemeinde. Mitte des 19. Jahrhunderts wohnten bis zu 35 Juden in Bernkastel-Kues. In der Burgstraße Nr. 7 befand sich die Synagoge. Jüdische Begräbnisplätze durften oftmals nicht in der Nähe von Ortschaften angelegt werden, weil landesherrliche Anordnung dies verbot. Im Jahr 1866 wurde dieser jüdische Friedhof angelegt, nachdem ein alter Friedhof am Waldrand wegen Belegung geschlossen wurde. Bis zur Machtergreifung der Nationalsozialisten im Jahr 1933 lebten die Juden hier an der Mosel weitgehend assimiliert. Durch die Verfolgung während der Nationalsozialistischen Zeit wurde auch die jüdische Gemeinde in Bernkastel-Kues hart getroffen. Einige jüdische Bürger sind ausgewandert, andere wurden deportiert und sind in den Konzentrationslagern ums Leben gekommen. Auch die Synagoge wurde zerstört. Seit dieser Zeit besteht in Bernkastel-Kues keine jüdische Gemeinde mehr. Lediglich der Friedhof zeugt von den jüdischen Mitbürgern, die hier einst lebten.“

## Alter jüdischer Friedhof
Auf dem alten jüdischen Friedhof in Bernkastel, der vom 17. Jahrhundert bis zum Jahr 1866 belegt wurde, sind keine Grabsteine mehr vorhanden. Einige Grabsteine des alten Friedhofs, der auf der Höhe der Bernkasteler Gemarkungsgrenze an der Straße Unter Thanisch liegt, wurden auf dem neuen jüdischen Friedhof aufgestellt.